# 402 Chloë
A 402 Chloë (ideiglenes jelöléssel 1895 BW) a Naprendszer kisbolygóövében található aszteroida. Auguste Charlois fedezte fel 1895. március 21-én.